# Refugio Teniente Esquivel

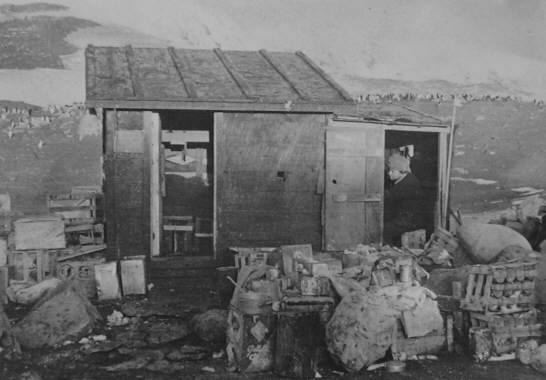
El refugio en 1955.

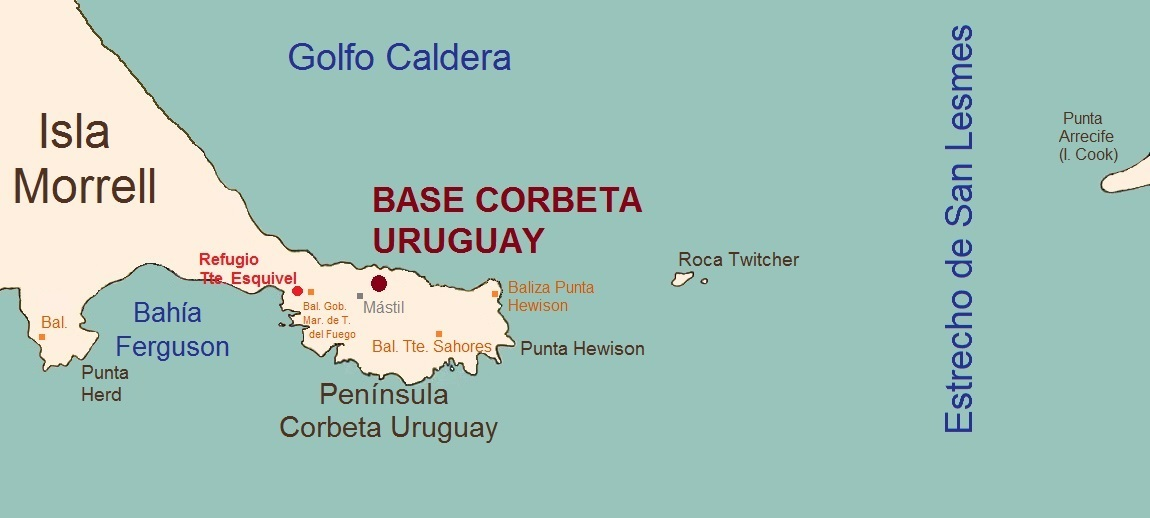
Mapa de la península Corbeta Uruguay con la ubicación del refugio.

Teniente Esquivel fue el nombre de un refugio que la República Argentina instaló en enero de 1955 en la península Corbeta Uruguay, bahía Ferguson de la isla Tule (o Morrell) 59°27′S 27°16′O / -59.450, -27.267 del archipiélago de las islas Sandwich del Sur. Originalmente el nombre fue refugio Thule pero luego recibió el nombre de uno de los integrantes de la expedición de la corbeta ARA Uruguay en 1904-1905 en la búsqueda de la expedición Charcot, el teniente de fragata Horacio Esquivel.

## Historia
El 26 de enero de 1955 fue completada la construcción del refugio Teniente Esquivel, junto con una baliza denominada Gobernación Marítima de Tierra del Fuego, ubicada a 200 m del mismo. Se dejaron víveres y símbolos patrios argentinos.
El refugio consiste de una construcción de madera con techo inclinado y estaba equipado con muebles, vajilla, ropa, medicamentos y provisiones para tres personas durante tres meses.
En la campaña antártica de 1955-1956 tres integrantes de la Armada Argentina desembarcaron el 14 de diciembre de 1955 desde el rompehielos ARA General San Martín: el guardiamarina Ricardo A. R. Hermelo (jefe del refugio) y dos radioaficionados del Radio Club Argentino, Manuel Ahumada y Miguel Villafañe, quienes instalaron una estación de radio: LU3ZY) y se instalaron en el refugio construido en el verano anterior para ocuparlo por tres meses. Fue la primera ocupación humana del archipiélago de las Sandwich del Sur por un tiempo prolongado. Durante el Año Geofísico Internacional funcionó como base para observaciones gravimétricas. 
El refugio debió ser evacuado en enero de 1956 debido a una erupción volcánica del monte Holdgate en la isla Cook, la isla vecina por el este. En la propia isla se produjeron manifestaciones sulfurosas o fumarolas similares a las de la isla Decepción. Los tres integrantes del refugio fueron evacuados mediante dos helicópteros S-55 del rompehielos ARA General San Martín, que acudió prestamente al lugar.
En 1976 en sus cercanías se instaló la «Estación Científica Corbeta Uruguay» (o «Base Corbeta Uruguay») que luego de la guerra de las Malvinas fue destruida por los británicos en 1982 y sus ocupantes hechos prisioneros. Tras la destrucción de la base, solo se conservó el refugio y las balizas argentinas. 
En la isla se encontró un ejemplar de la foca peletera, especie extinguida por sus numerosas capturas previas.